# Johannes Frankenbach
Johannes Frankenbach (* 6. März 1982 in Wiesbaden) ist ein deutscher Koch.

## Werdegang
Johannes „Jean“ Frankenbach wuchs im elterlichen Hotel, Kaffeehaus- und Gastronomiebetrieb in Eltville am Rhein auf. Ferien und Urlaube verbrachte die frankophile Familie  mit kulinarischem Fokus in Frankreich. Nach Abschluss der Schule absolvierte er von 1999 bis 2003 eine Ausbildung zum Koch im Restaurant Kronenschlößchen in Eltville am Rhein, die er als Jahrgangsbester abschloss. Danach wechselte er nach Berlin in das Gründungsteam des Restaurants Vitrum im Ritz Carlton am Potsdamer Platz unter Küchenchef Thomas Kellermann. Ab 2005 arbeitete er im mit 3 Michelin-Sternen ausgezeichneten Restaurant des Victor’s Residenz Hotel Schloß Berlin in Perl-Nennig unter Küchenchef Christian Bau. Nächste Stationen zwischen 2007 und 2010 waren die ebenfalls mit 3 Michelin-Sternen auszeichnete Residenz Heinz Winkler in Aschau sowie das Restaurant Ikarus im Hangar 7, Salzburg unter Küchenchef Roland Trettl sowie Patron Eckard Witzigmann. Frankenbach legte danach in der Steigenberger Hotelfachschule Bad Reichenhall seine Meisterprüfung zum Küchenmeister als Jahrgangsbester ab.
2011 kehrte Frankenbach in den elterlichen Betrieb in Eltville am Rhein zurück. Dort bereitete er die Eröffnung seines ersten eigenen Restaurants vor. Seit 2012 führt das  Restaurant „Jean“ in Eltville am Rhein, das seit November 2014 mit einem Michelin-Stern ausgezeichnet ist.

## Auszeichnungen
- 2014: Newcomer des Jahres (Rhein Main geht aus)
- Ab 2014: Ein Stern im Guide Michelin für das Restaurant „Jean“[4]